# تشارلز كرامب
تشارلز كرامب (بالإنجليزية: Charles Crumb)‏ هو فنان أمريكي، ولد في 1942 في فيلادلفيا في الولايات المتحدة، وتوفي في 1992.

## وصلات خارجية
- تشارلز كرامب على موقع IMDb (الإنجليزية)
- تشارلز كرامب على موقع قاعدة بيانات الفيلم (الإنجليزية)